# Знаменська сільська рада (Берестейський район)
51°51′17″ пн. ш. 23°42′43″ сх. д. / 51.85472° пн. ш. 23.71194° сх. д.
Зна́менська сільська́ ра́да (біл. Зна́менскі сельсавет) — адміністративно-територіальна одиниця у складі Берестейського району, Берестейської області Білорусі. Адміністративний центр сільської ради — агромістечко Знаменка.

## Розташування
Знам'янська сільська рада розташована на крайньому південному заході Білорусі, на заході Берестейської області, на південь від обласного та районного центру Берестя. На півночі вона межує із містом Берестя та Мухавецькою сільською радою, на сході — із Малоритським районом, на півдні — із Домачевською сільською радою, на заході — із Люблінським воєводством (Польща).
Найбільша річка, яка протікає в західній частині території сільради, із півдня на північ — Західний Буг, ліва притока Нарева (басейн Вісли) із своєю правою притокою Спанівкою. В північно-східній частині сільради розташована група ставків: Довгий, Круглий, Раково, Товарний, Стиньський — загальною площею більше 7 км². У південній частині розташовано два невеликих озера: Біле (0,5 км²) та Рогознянське (0,43 км²).

## Історія
17 вересня 2013 року до складу сільради увійшли землі ліквідованої рішенням Берестейської обласної ради депутатів, Страдецької сільської ради (колишньої Гершонської) із селами Заказанка, Прилуки та Страдеч.

## Склад сільської ради
До складу Знаменської сільської ради входить 11 населених пунктів, із них: 1 агромістечко, 7 сіл та 3 селища.
| Населений пункт | Тип          | Населення, осіб (2009) | Координати                                                            |
| --------------- | ------------ | ---------------------- | --------------------------------------------------------------------- |
| Знаменка        | агромістечко | 1324                   | 51°52′48″ пн. ш. 23°39′30″ сх. д. / 51.88000° пн. ш. 23.65833° сх. д. |
| Біле Озеро      | селище       | 82                     | 51°49′13″ пн. ш. 23°42′5″ сх. д. / 51.82028° пн. ш. 23.70139° сх. д.  |
| Берестя         | селище       | 143                    | 51°49′54″ пн. ш. 23°43′15″ сх. д. / 51.83167° пн. ш. 23.72083° сх. д. |
| Діброва         | село         | 56                     | 51°52′28″ пн. ш. 23°49′10″ сх. д. / 51.87444° пн. ш. 23.81944° сх. д. |
| Заказанка       | село         | 8                      | 51°57′59″ пн. ш. 23°40′56″ сх. д. / 51.96639° пн. ш. 23.68222° сх. д. |
| Збунин          | село         | 187                    | 51°49′51″ пн. ш. 23°39′3″ сх. д. / 51.83083° пн. ш. 23.65083° сх. д.  |
| Лісне           | селище       | 51                     | 51°48′57″ пн. ш. 23°39′35″ сх. д. / 51.81583° пн. ш. 23.65972° сх. д. |
| Мідне           | село         | 912                    | 51°51′51″ пн. ш. 23°44′46″ сх. д. / 51.86417° пн. ш. 23.74611° сх. д. |
| Прилуки         | село         | 605                    | 51°59′12″ пн. ш. 23°42′18″ сх. д. / 51.98667° пн. ш. 23.70500° сх. д. |
| Рогізне         | село         | 226                    | 51°49′30″ пн. ш. 23°47′15″ сх. д. / 51.82500° пн. ш. 23.78750° сх. д. |
| Страдеч         | село         | 1579                   | 51°55′50″ пн. ш. 23°39′54″ сх. д. / 51.93056° пн. ш. 23.66500° сх. д. |

Ліквідований і знятий з обліку населений пункт — хутір Ольха.

## Населення
За переписом населення Білорусі 2009 року чисельність населення сільської ради становило 3007 осіб.

### Національність
Розподіл населення за рідною національністю за даними перепису 2009 року:
| Національність               | Осіб | Відсоток |
| ---------------------------- | ---- | -------- |
| білоруси                     | 2675 | 88,96 %  |
| росіяни                      | 154  | 5,12 %   |
| українці                     | 142  | 4,72 %   |
| національність не вказана    | 13   | 0,43 %   |
| поляки                       | 11   | 0,37 %   |
| вірмени                      | 3    | 0,10 %   |
| татари                       | 3    | 0,10 %   |
| німці                        | 2    | 0,07 %   |
| дві та більше національності | 2    | 0,07 %   |
| євреї                        | 1    | 0,03 %   |
| молдовани                    | 1    | 0,03 %   |
| Разом                        | 3007 | 100 %    |